# Agadez
Agadez eller Agadès är en oasstad i mellersta Niger, huvudort för regionen med samma namn. Staden ligger söder om Aïrbergen och har cirka 118 244 invånare (2012). Agadez är ett handelscentrum för tuaregerna, och en gammal knutpunkt för karavanlederna genom Sahara. I dag är den en vägknutpunkt med en flygplats.